# Стенлі Прузінер
Стенлі Прузінер (англ. Stanley B. Prusiner; * 28 травня 1942, Де-Мойн, Айова, США) — американський біохімік та невролог, директор Інституту нейродегенеративних хвороб Каліфорнійського університету, Сан Франциско. Лауреат Премії Альберта Ласкера 1994 року та Нобелівської премії з фізіології і медицини 1997 року.

## Життєпис
Народився в Де-Мойн (штат Айова, США), обидва батьки — з сімей єврейських іммігрантів з Російської імперії.
У 2009 році вчений відвідував Білорусь, був у музеї історії і культури євреїв Білорусі.
Предки вченого жили у XVIII столітті в містах Мінськ, Шклов, Могилів, Пружани. Наприкінці XIX століття прадідусь Стенлі, юрист Вульф Прузінер, який проживав у Москві, був змушений виїхати до Америки через виселення євреїв з Москви .
В 1997 році Нобелівська премія з фізіології або медицини в області медицини дісталася американцеві Стенлі Прузінеру за видатну відкриття пріонів — нового біологічного джерела інфекції, і за пояснення основних принципів їх дії.
Стенлі Прузінер додав пріони в список добре відомих інфекційних агентів, таких як бактерії, віруси, гриби та інші паразити. У нормальних умовах пріони — це особливі варіанти нешкідливих клітинних білків . Проте, вони мають природну здатність, за певних умов, перетворюватися в стійкі структури, які є причиною декількох смертельних захворювань головного мозку у людей і тварин.
Пріонні хвороби можуть бути спадковими, передаватися від хворої до здорової тварини або людини, або виникати спонтанно. Уражена ділянка мозку має характерну губчасту структуру(цей факт відображений у назві однієї із хвороб, що викликаються пріонами — губчаста енцефалопатія). Такі структури свідчать про велику кількість пошкоджених нервових клітин, що призводить до виражених неврологічних симптомів, таких як зниження тонусу м'язів, недоумство, втрата пам'яті та безсоння.
Що ж стосується відкриття Стенлі Прузінера, то воно, до того ж допомагає зрозуміти біологічні механізми інших деменцій (по-латині — набуте недоумство), таких, наприклад, як хвороба Альцгеймера і, можливо, скоро дозволить створити нові ліки і нову стратегію лікування захворювань, які унеможливлюють нормальне функціонування головного мозку.